# Assassin's Creed: Brotherhood
Assassin's Creed II: Brotherhood es un videojuego de acción-aventura y sigilo de ficción histórica, desarrollado por Ubisoft Montreal. El juego fue lanzado a nivel mundial para PlayStation 3 y Xbox 360, comenzando en América del Norte el 16 de noviembre de 2010. Más tarde fue lanzado para Microsoft Windows en marzo de 2011, seguido por una versión para OS X en mayo de 2011.
Es la tercera entrega de la serie de Assassin's Creed y el segundo episodio o secuela de Assassin's Creed II. Cuenta nuevamente con Ezio Auditore da Firenze como protagonista, quien ahora es un legendario Maestro Asesino, que lidera a su recién fundada hermandad en la cacería de los Templarios en Roma. La historia de Assassin's Creed: Brotherhood tiene lugar inmediatamente después de la trama de Assassin's Creed II, con el asesino del siglo XVI en Italia, Ezio Auditore y su búsqueda para restaurar la orden de los asesinos y destruir a sus enemigos: la familia Borgia. Cruzándose con estos hechos históricos, suceden las actividades de hoy en día del protagonista de la serie Desmond Miles, que revive los recuerdos de su antepasado Ezio para encontrar una manera de luchar contra los enemigos de los Asesinos, los templarios, y para evitar el apocalipsis de 2012.
Assassin's Creed: Brotherhood se basa en un mundo abierto presentado desde la perspectiva en tercera persona con un enfoque principal en usar las habilidades de combate y de sigilo de Ezio y Desmond para eliminar los blancos y explorar el entorno. Ezio es capaz de explorar libremente Roma del siglo XVI para completar misiones secundarias fuera de la trama principal. El juego introduce un componente multijugador a la serie, presentado como un programa de entrenamiento de los Templarios.
El juego recibió elogios de los críticos, junto con múltiples premios, incluyendo un premio BAFTA al Mejor Juego de Acción. En noviembre de 2011, se lanzó Assassin's Creed: Revelations, secuela directa de este Assassin's Creed: Brotherhood y tercer y último episodio de Assassin's Creed II, que sirvió como conclusión de la historia de Ezio Auditore y continuó la historia de Desmond Miles.

## Argumento
Después de escapar del ataque de los Templarios al final de Assassin's Creed II. Desmond Miles, Lucy Stillman, Rebecca Crane y Shaun Hastings huyen a Monteriggioni, estableciendo un nuevo escondite en las ruinas de la Villa Auditore. Después de restaurar la electricidad en los viejos túneles bajo la villa, el jugador una vez más toma el control de Ezio Auditore a través de la memoria genética de Desmond Miles usando el Animus 2.0. Su misión es encontrar el Fruto del Edén, un artefacto importante y misterioso que podría impedir el desastre inminente que está llegando en ese mismo año, que se cree fue perpetrado por los Templarios.
La historia de Ezio continúa en 1499, donde sale de la Bóveda, confundido por lo que vio en el interior. Escapa de Roma con su tío Mario Auditore y llega a Monteriggioni. Una vez en casa, Ezio es consolado por la posibilidad de que su venganza personal ha terminado y que sus días como un asesino han terminado; sin embargo, Nicolás Maquiavelo desafía la decisión de Ezio de dejar a El Español Rodrigo Borgia, ahora el Papa Alejandro VI, vivo. A la mañana siguiente, Monteriggioni es asediada por César Borgia, hijo de Rodrigo, quien asesina a Mario, secuestra a Caterina Sforza (una aliada que Ezio conoce en AC II) y se lleva el "Fruto del Edén". Ezio logra escapar con su familia por unos pasadizos secretos que hay en la villa y viaja a Roma, el centro de la Orden Templaria en Italia, una vez más, buscando venganza contra los Borgia. Allí, descubre que los Asesinos están fallando en la lucha contra la corrupción. Decidido a rescatar el Gremio, Ezio convence a Maquiavelo de que tiene todo lo necesario para reunir una Hermandad lo suficientemente poderosa como para destruir a los Templarios y su nuevo enemigo, César Borgia.
Durante los próximos cuatro años, Ezio ejecuta misiones con la intención de paralizar la influencia Borgia en la capital, saboteando los recursos de César y asesinando a personas clave cercanas y/o trabajando con él en el proceso, y poco a poco va restaurando Roma a su antigua gloria. Ezio se convierte en líder de la Orden y es ascendido al rango de Il Mentore (en italiano, "El Mentor").
César, sabiendo de las acciones de Ezio, se enfrenta a su padre y desesperadamente le pide más dinero y el propio Fruto, Rodrigo Borgia (el Papa) se niega e intenta envenenar a su hijo, al darse cuenta de que la ambición por el poder de César no puede ser mantenida a raya. César, sin embargo, da la vuelta a la mesa hacia su padre y lo mata. Ezio después de enterarse de la ubicación del Fruto, lo recupera tras una persecución y una batalla contra los guardias en el interior de la Basílica de San Pedro. Ezio la utiliza para aplastar las fuerzas de César y retirar el apoyo de sus seguidores. Cesár es arrestado por el ejército del Papa Julio II y es llevado a la prisión de Viana, España.
Ezio utiliza el Fruto, una vez más, para encontrar a César, que escapa de la cárcel y ha sitiado una pequeña ciudad en Navarra, Viana, España. Este se encuentra con César en las almenas de un castillo en ruinas y lucha contra él, César afirma que no puede ser matado por la mano del hombre, por lo que incita a Ezio a "dejar que el destino decida", dejándolo caer de las almenas. Tras esto, Ezio regresa a Roma y esconde el "Fruto" en una cripta construida debajo del Coliseo.
Utilizando las coordenadas tomadas de los recuerdos de Ezio, Desmond, Lucy, Shaun y Rebecca viajan al templo, con la intención de utilizar el "Fruto" para localizar el resto de los templos para esconder las otras Piezas del Edén de las manos de los templarios. Mientras Desmond entra en el templo, es enfrentado por apariciones holográficas de un ser llamado Juno, que parece ser de la misma raza que Minerva; sin embargo, ni Lucy, Shaun o Rebecca la pueden ver u oír. La mayoría de sus comentarios se centran en la falta de conocimiento de la humanidad. Afirma que la humanidad es "inocente e ignorante"; que las personas no nacieron para ser sabias, recibiendo tan sólo cinco de los seis sentidos: vista, olfato, gusto, tacto y oído, pero careciendo de conocimientos. Su carencia de cuidado luego disminuye a medida que de repente se enfada, gritando "'¡Tenemos que dejaros como erais!"
Mientras Desmond se acerca al Fruto y lo toca, el tiempo se congela alrededor de él, aunque aún puede moverse y hablar. Juno enigmáticamente le dice a Desmond que desciende de su raza y de su enemigo y que hay una mujer que se supone que lo acompañe a través de "la entrada", pero ella no está con él. Ella toma el control del cuerpo de Desmond y le obliga a apuñalar a Lucy en el abdomen. Ambos caen al suelo, Lucy, aparentemente muerta y Desmond entrando en estado de coma. En los créditos, se puede oír a dos hombres, uno de ellos el padre de Desmond, discutir sobre si deben poner a Desmond de nuevo en el Animus.

## Sistema de juego
Assassin's Creed: Brotherhood es un videojuego de acción-aventura en tercera persona cuyo énfasis principal es el sistema de juego al estilo sandbox en un mundo abierto en la antigua ciudad de Roma. Como en los títulos anteriores, la mecánica principal del juego está basada en movimientos de parkour, sigilo, agilidad, estrategia, luchas, esgrima, escondites (fardos de heno, hojas, bancos, mezclarse con la multitud), asesinatos y un sistema de pelea cuerpo a cuerpo. El sistema de combate presenta múltiples mejorías y por primera vez en la serie, el juego ofrece un modo multijugador junto con más de 15 horas de modo de un solo jugador.
El juego introduce un nuevo sistema de gestión: el jugador puede reclutar nuevos miembros destruyendo las 15 "torres Borgia" en Roma, donde las tropas papales se encuentran estacionadas, y luego rescatando ciudadanos descontentos por el acoso de los guardias. El jugador, como Ezio, puede enviarlos a múltiples tareas por toda Europa o llamarlos como apoyo durante misiones (si no están ocupados antes). Colocar tareas a los nuevos asesinos los hace ganar puntos de experiencia, y el jugador puede personalizar su apariencia, habilidades y entrenamiento con armas hasta cierto grado, consumiendo los puntos de habilidad que ellos han ganado. Los asesinos pueden morir en misiones, de las cuales no regresarán. Ezio domina nuevos dispositivos como el paracaídas de Leonardo da Vinci, el cual puede ser usado para saltar de edificaciones altas, junto a los dardos venenosos, un veneno de más rápida acción, una ballesta y la habilidad para blandir y lanzar armas más pesadas como hachas.
El entorno principal es Roma, que ha caído en la ruina debido al corrupto reinado del papado de Borgia y de los templarios en los Estados Pontificios y la concentración de toda la riqueza en el Vaticano. Al igual que la ciudad de Monteriggioni en Assassin's Creed: II, el jugador es capaz de invertir en la ciudad y ser testigo de su desarrollo y desbloquear recompensas. El jugador tiene que conquistar y destruir torres Borgia para liberar zonas de la ciudad de la influencia de la familia. Al completar esto se desbloquean nuevas misiones y oportunidades. Roma es la ciudad más grande creada en la serie después de las dos primeras entregas (Roma es tres veces más grande que Florencia de Assassin's Creed: II), e incluye cinco distritos variados: Vaticano, Centro, Trastevere, Campagna y Antico. A diferencia de las entregas anteriores, los viajes entre diferentes ciudades o regiones ya no está presente, ya que la mayoría de la acción en el juego se lleva a cabo alrededor de la ciudad de Roma. En lugar de ello, una red de túneles en la ciudad permite al jugador viajar a diferentes sectores de la ciudad con facilidad. Sin embargo los jugadores pueden explorar toda la ciudad de Roma, visitar el puerto de Nápoles, una parte de Navarra, España, y Monteriggioni en la actualidad.
El sistema de combate ha sido modificado. Atacar primero y acciones ofensivas son más mortales en Brotherhood que en los juegos anteriores donde contraataques eran los más eficientes. Antes, esto hacia que el jugador esperara hasta que la IA atacara, lo cual ralentizaba el ritmo de la lucha. La IA en este juego es por lo tanto más agresiva y puede atacar a enemigos de forma simultánea. Para derrotarlos, Ezio puede utilizar pelea cuerpo a cuerpo y armas de largo alcance al mismo tiempo, así como introducir el cañón oculto en el combate. Después de matar a un enemigo, el jugador puede iniciar una racha de ejecuciones para despachar a varios enemigos rápidamente. Ezio puede lanzar armas pesadas (hachas, lanzas y espadas) a sus enemigos. Hay nuevos enemigos, además de las que se observan en Assassin Creed: II como jinetes, arcabuceros, guardias papales y otros.
Los caballos juegan un papel más importante en Brotherhood, no solo se utilizan como un medio de transporte (dentro de la ciudad por primera vez), sino como un componente de secuencias acrobáticas y de combate avanzado también, permitiendo armas de largo alcance ser utilizadas al montarlos. Brotherhood también introduce varios tipos de asesinatos relacionados con caballos. Hay objetos ambientales como la maceta colgante en Assassin's Creed: II para moverse más rápido dentro de la ciudad (un sistema de túneles alrededor de la ciudad permite viaje rápido), así como nuevos objetos como ascensores de mercancía para trepar edificios o estructuras altas rápidamente.
A diferencia de entregas anteriores, Desmond puede salir del Animus casi a cualquier momento. Esto permite a Desmond explorar la ciudad actual de Monteriggioni. Al jugador también se le ofrece entrenamiento virtual, un minijuego donde el jugador puede probar sus habilidades de free running y de combate.

## Personajes
- Roger Craig Smith como Ezio Auditore da Firenze.
- Kristen Bell como Lucy Stillman.
- Nolan North como Desmond Miles.
- Fred Tatasciore como Mario Auditore.
- Carlos Ferro como Leonardo da Vinci.
- Manuel Tadro como Rodrigo Borgia
- Angela Galuppo como Claudia Auditore da Firenze y el niño que está llorando.
- Elias Toufexis como Federico Auditore da Firenze.
- Alex Ivanovici como Bartolomeo d'Alviano.
- Arthur Holdencomo Octavien de Valois y Ercole Massimo.
- Liane Balabancomo Lucrezia Borgia.
- Danny Wallacecomo Shaun Hastings.
- Eliza Schneidercomo Rebecca Crane.
- Harry Standjofskicomo Juan Borgia el Mayor.
- Vito DeFilippocomo Gilberto La Volpe.
- Andreas Apergiscomo César Borgia.
- Jennifer Seguincomo el Animus.
- Cristina Rosatocomo Caterina Sforza.
- Shawn Baichoocomo Niccolò Machiavelli y Duccio de Luca.
- Amber Goldfarb como Cristina Vespucci y Angelica Ceresa.
- Cam Clarke como el Sujeto 16 y los doctores.
- David Kaye como Salaì.
- Ellen David como Maria Auditore da Firenze.
- Gianpaolo Venuta como Fabio Orsini.
- Ida Darvish como Angelina Ceresa y Lia de Russo.
- Margaret Easley como Minerva.
- Millie Tresierra como Pantisileia Baglioni
- Nadia Verrucci como Juno.
- Nick Jameson como William Miles.
- Phil Proctor como Warren Vidic.
- Tony Calabretta como Micheletto Corella.

Las voces adicionales fueron realizadas por:
- Alex Bisping.
- Vince Benvenuto.
- André Sogliuzzo.
- Andrew Shaver.
- Carlo Mestroni.
- Pina Di Blasi.
- Richard Dumont.
- Richard Gleason.
- Roger Rose.
- Sam Stone.
- Mélanie St-Pierre.
- Michael Gough.
- Michael Rudder.
- Mark Camacho.
- Maurizio Terrazzano.
- Jim Meskimen.
- Kim Bubbs.
- Lili Wexu.
- Marcel Jeannin.
- Gideon Emery.
- Greg Baldwin.
- Eric Davis.
- Dusan Dukic.
- Chris Edgerly.

## Desarrollo
Assassin's Creed: Brotherhood fue desarrollado por Ubisoft Montreal. Montreal también trabajó en dos de los otros juegos principales de la serie Assassin's Creed y por lo tanto fue elegido para dirigir la producción de la tercera entrega. En nuevo episodio de Assassin's Creed con multijugador fue anunciado durante 2009 los resultados del tercer cuarto fiscal de Ubisoft, sin revelar su nombre. A principios de mayo de 2010, un empleado de GameStop publicó en Internet algunas imágenes de una caja con el título Assassin's Creed: Brotherhood mientras que Ubisoft estaba promocionando el juego en Facebook y Twitter. Ubisoft luego confirmó la autenticidad de estas imágenes. Brotherhood no ha sido numerado a diferencia de Assassins Creed II, porque los jugadores, e incluso los propios desarrolladores habrían esperado un nuevo escenario y un nuevo antecesor mientras que este es solo la continuación de la historia de Ezio.
El juego fue desarrollado principalmente por Ubisoft Montreal en Canadá. La producción fue ayudada en parte por otros cuatro desarrolladores de Ubisoft: Annecy, Singapur, Bucarest y Quebec. El modo multijugador fue desarrollado principalmente por Ubisoft Annecy, el estudio responsable de crear el modo multijugador de Tom Clancy's Splinter Cell: Chaos Theory. Ubisoft también anunció planes para contenido descargable (DLC) después del lanzamiento del juego. Dos juegos DLC gratuitos han sido lanzados bajo los denominaciones "Animus Project Update 1.0 DLC" y "Proyecto Animus 2.0". El primero incluye el nuevo mapa Mont Saint-Michel y un modo nuevo, Alianza Avanzada. "Proyecto Animus 2.0", fue lanzado en enero de 2011, también gratis, e incluye otro mapa, modo y la introducción de un sistema de clasificación de jugadores. Desde el punto de vista de rendimiento, Ubisoft comentó que esperaban que los huecos entre las versiones de PlayStation 3 y Xbox 360 serían aún más pequeños con Brotherhood.
Aun en desarrollo, el director creativo Patrice Désilets dejó antes de la presentación del juego en el E3 2010. Ubisoft y el jefe de producción Jean-Francois Boivin afirmó que él solo tomó una "pausa creativa" después de completar su tarea en Brotherhood. Un teaser trailer del modo multijugador fue lanzado en el sitio oficial antes de la E3. Un tráiler debut cinematográfico fue difundido durante el E3 2010 en la conferencia de prensa de Ubisoft junto con una prueba del inicio del juego. Assassin's Creed: Brotherhood llegó a disco de oro el 28 de octubre de 2010. La versión de Microsoft Windows tiene soporte para Nvidia 3D Vision y multimonitor a través de AMD Eyefinity. También utiliza protección de copia Tagès, así como plataforma de servicios en línea de Ubisoft, pero no requiere una conexión a Internet siempre activa para jugar. El 30 de noviembre de 2010, se publicó una novelización del juego. La novela es una secuela de la novela anterior.

## Recepción
Assassin's Creed: Brotherhood ha recibido altas puntuaciones por parte de los críticos. Con más de 90% de puntos positivos, Brotherhood se ganó la aprobación de Metacritic y GameRankings. También el modo Multijugador ha recibido excelentes comentarios, considerándose el mejor Multijugador en E3 2010.
Hasta la fecha, ha vendido 8 millones de copias en todo el mundo, considerándose el juego más vendido de la compañía Ubisoft.[cita requerida]
La secuela de Assassin's Creed: Brotherhood, Assassin's Creed: Revelations fue lanzada en noviembre de 2011. Según los desarrolladores Revelations no es "Assassin's Creed 4", ya que la tercera entrega no sería protagonizada por un personaje preexistente.